# جو ماثر
جو ماثر (بالإنجليزية: Joe Mather)‏ (و. 1982  م) هو لاعب كرة قاعدة، من الولايات المتحدة، ولد في ساندبوينت، أيداهو، يلعب كلاعب متعدد الاستخدامات.

## روابط خارجية
- جو ماثر على موقع دوري كرة القاعدة الرئيسي (الإنجليزية)
- جو ماثر على موقعبيزبول رفرنس.كوم (الدوري الرئيسي) (الإنجليزية)
- جو ماثر على موقعبيزبول رفرنس.كوم (الدوري الثانوي) (الإنجليزية)
- جو ماثر على موقع إي إس بي إن.كوم (أم.أل.بي) (الإنجليزية)
- جو ماثر على موقع مشجعي الرسوم البيانية (الإنجليزية)